# Мастакан (Борлешти)
Мастакан (рум. Mastacăn) насеље је у Румунији у округу Њамц у општини Борлешти. Oпштина се налази на надморској висини од 349 m.

## Становништво
Према подацима из 2002. године у насељу је живело 1814 становника, од којих су сви румунске националности.